# Siechknecht
Der Siechknecht hatte  während der Zeit der Pest die Aufgabe,  die Erkrankten in die Lazarette zu befördern. Wegen der Ansteckungsgefahr hatten die Behörden enorme Schwierigkeiten, Siechknechte anzuwerben. In Wien wurden daher im Pestjahr 1679 Kriminelle aus Gefängnissen zu diesem Amt verpflichtet. Wegen der ihm nachgesagten Grausamkeiten bildete sich im Lauf der Zeit ein wahrer Sagenkranz um die Gestalt des Siechknechts. Der Terminus Siechknecht für Krankenbeförderer zur Pestzeit ist für Wien in der frühen Neuzeit belegt.